# Butler County (Nebraska)
Roku 2010 měl okres 8395 obyvatel. Sídlo okresu je David City.

## Geografie
Rozloha je 1512,6 km², z toho 0,14 % je voda.

### Hlavní dálnice
- U. S. Highway 81
- Nebraska Highway 15
- Nebraska Highway 64
- Nebraska Highway 66
- Nebraska Highway 92

### Sousední okresy
- okres Saunders – východ
- okres Seward – jih
- okres Polk – západ
- okres Platte – severozápad
- okres Colfax – sever

Všechny výše uvedené okresy se nacházejí v Nebrasce.

## Demografie
| Vývoj populace okresu Butler |        |
| 1860                         | 27     |
| 1870                         | 1290   |
| 1880                         | 9194   |
| 1890                         | 15 454 |
| 1900                         | 15 703 |
| 1910                         | 15 403 |
| 1920                         | 14 606 |
| 1930                         | 14 410 |
| 1940                         | 13 106 |
| 1950                         | 11 432 |
| 1960                         | 10 312 |
| 1970                         | 9461   |
| 1980                         | 9330   |
| 1990                         | 8601   |
| 2000                         | 8767   |
| 2010                         | 8395   |

Podle sčítání lidu z roku 2010 zde žilo 8395 obyvatel a bylo zde 3 545 domácností. Na průměrnou domácnost vycházelo 2,34 členů. Celkový počet domů 4 146. Hustota osídlení byla 5,5 ob./km².
Rasové rozdělení bylo následující:
- 97,6 % Bílí Američané (nehispánští 96,4 %)
- 0,3 % Afroameričané
- 0,1 % Američtí indiáni
- 0,3 % Asijští Američané
- 0,0% Pacifičtí ostrované
- 1,0% Jiná rasa
- 0,7% Dvě nebo více ras

Obyvatelé hispánského nebo latinskoamerického původu, bez ohledu na rasu, tvořili 2,3% populace.
33,1 % obyvatel má německý původ a 32,0 % český původ.
30,8 % populace mělo méně než 18 let, 48,8 % bylo ve věku 18-64, 18,0 % bylo 65 let a více. Medián příjmů na domácnost činil 48 201 dolarů. Příjem na hlavu byl 22 360 dolarů. Pod hranicí chudoby žilo 9,7 % obyvatel.

## Sídla

### Města, vesnice a nezačleněné komunity
| - Abie - Bellwood - Brainard - Bruno - David City - Dwight - Garrison - Linwood - Loma - Octavia - Rising City - Surprise | - Ulysses |

### Městečka
| - Alexis - Bone Creek - Center - Franklin - Linwood - Oak Creek - Olive - Platte - Plum Creek - Read - Reading - Richardson | - Savannah - Skull Creek - Summit - Ulysses - Union |